# Lekker Laat!
Lekker Laat! is het 'late late night-programma' van Paul de Leeuw van de Nederlandse Publieke Omroep dat werd uitgezonden op NPO 1 bij BNNVARA live vanuit Studio Plantage in Amsterdam. Het eerste seizoen werd vanaf 29 mei 2017 vier weken lang uitgezonden na Pauw of Jinek. De talkshows van de NPO zijn in de zomer van 2017 vroeger op de buis, rond de klok van 22.00 uur, waarna Paul de Leeuw Lekker Laat!  presenteerde.

## Format
Met het studiopubliek blikt De Leeuw terug op de afgelopen dag, hij bekijkt welke vraag hij na vandaag absoluut nooit meer wil horen en hij ontvangt een bekende Nederlander voor een slaapmutsje. In de eerste afleveringen fietste De Leeuw elke avond ‘live’ vanaf een plek in Amsterdam naar Studio Plantage, waar artiesten optraden. Dit is echter geschrapt vanwege de nutteloosheid en de haperende techniek. Publiek dat een goed verhaal heeft kan spontaan binnen komen lopen in de studio. Verder was er in de eerste aflevering een pornopanel en een wekelijks rubriek: G(ay)I Inside, vrij vertaald naar VI waar nu geen voetbaldeskundigen aan tafel komen, maar vier homoseksuelen. De toon van het programma moet luchtig zijn, verstrooiend en vooral vrolijk moet het laatste uurtje van de dag worden. Het programma moet vooral een kostelijk afzakkertje zijn net voor het slapen gaan. Zelf vertelt Paul hierover in de talkshow van Pauw op 22 mei 2017 dat "Het is een uitprobeersel van de NPO om de late night talkshow eerder te laten beginnen en om daarna te komen met een soort amusement-achtige show. Dus we hebben een programma bedacht dat alles behalve een echte talkshow moet zijn, dus we hebben geen tafel met mensen aan tafel. Het moet vooral niet over het nieuws gaan dat we de hele dag al hebben gehoord, maar het moet wel een beetje actualiteit gerelateerd zijn".

## Succes
Het programma kwam goed uit de startblokken. De Leeuw trok met de eerste aflevering 620.000 kijkers, blijkt uit cijfers van de Stichting Kijkonderzoek. De tweede aflevering bleef stabiel op 616.000 kijkers (23 procent). Daarmee was De Leeuw de winnaar in dat tijdslot. De Leeuw is blij met het aantal mensen dat kijkt, laat hij weten op Twitter, hoewel hij ook zegt dat hij nog aan het programma moet sleutelen.
Zijn nieuwe programma heeft bestaansrecht, vindt de Leeuw zelf. In De Coen en Sander Show van dinsdag 13 juni 2017 zegt hij dat het voldoende wordt bekeken en dat de NPO er heel blij mee is. De vierde en laatste uitzendweek ging van start met mooie kijkcijfers. Tussen 23.20 en 00.07 uur keken 506.000 mensen om te kijken naar show op NPO 1. Dat blijkt uit cijfers van Stichting KijkOnderzoek. De Leeuw gaf aan dat het publiek het programma omarmd heeft.

## Trivia
- Het publiek mag de repetities van het programma bijwonen.
- Ter voorbereiding heeft De Leeuw heel veel oude opnames gezien van Laat de Leeuw, het programma dat hij vroeger drie dagen per week maakte.
- De Leeuw heeft zijn late-lateshow Lekker Laat gekregen tijdens een koffiedate met NPO-baas Frans Klein. Dat vertelde De Leeuw op Radio 1. De show kwam er op verzoek van Klein. Hij gelooft nog altijd in De Leeuw en gunde hem dit experiment op de late avond van NPO 1.